# Dicranella barnesii
Dicranella barnesii är en bladmossart som beskrevs av Jules Cardot 1910. Dicranella barnesii ingår i släktet jordmossor, och familjen Dicranaceae. Inga underarter finns listade i Catalogue of Life.